# Palmarès du Tour de France
Pour un article plus général, voir Tour de France.
Le palmarès du Tour de France se compose de l'ensemble des résultats des 110 éditions de cette course par étapes organisée pour la première fois en 1903. La première édition du Tour est remportée par Maurice Garin. Par la suite, quatre coureurs parviennent à remporter cinq fois l'épreuve : Jacques Anquetil, Eddy Merckx, Bernard Hinault et Miguel Indurain, tandis que Christopher Froome et Tadej Pogačar sont les seuls à compter quatre victoires. Lance Armstrong fut vainqueur de sept Tours avant de se les voir retirés pour dopage.
Mark Cavendish est le coureur ayant gagné le plus d'étapes avec 35 victoires.
Le Tour compte aussi plusieurs classements annexes. Le classement par points a été remporté sept fois par Peter Sagan, tandis que le record de victoires au classement du meilleur grimpeur est détenu par Richard Virenque, sept fois lauréat, et que Tadej Pogačar a terminé quatre fois premier du classement du meilleur jeune.

## Palmarès complet
| Année Édition | Vainqueur           | Deuxième                 | Troisième                | Équipe du vainqueur               | Vélo            | Dérailleur          | Nombre d'étapes | Distance (en km) | Vitesse moyenne du vainqueur | Grand Prix de la montagne | Par points               | Meilleur jeune           | Prix de la combativité |
| ------------- | ------------------- | ------------------------ | ------------------------ | --------------------------------- | --------------- | ------------------- | --------------- | ---------------- | ---------------------------- | ------------------------- | ------------------------ | ------------------------ | ---------------------- |
| 1903 (1re)    | Maurice Garin       | Lucien Pothier           | Fernand Augereau         | La Française                      |                 | dérailleur interdit | 6               | 2 428            | 25,679 km/h                  |                           |                          |                          |                        |
| 1904 (2e)     | Henri Cornet        | Jean-Baptiste Dortignacq | Aloïs Catteau            | Cycles J.C.-Michelin              |                 | dérailleur interdit | 6               | 2 428            | 25,265 km/h                  |                           |                          |                          |                        |
| 1905 (3e)     | Louis Trousselier   | Hippolyte Aucouturier    | Jean-Baptiste Dortignacq | Peugeot-Wolber                    | Peugeot         | dérailleur interdit | 11              | 2 994            | 27,107 km/h                  |                           |                          |                          |                        |
| 1906 (4e)     | René Pottier        | Georges Passerieu        | Louis Trousselier        | Peugeot                           | Peugeot         | dérailleur interdit | 13              | 4 637            | 24,463 km/h                  |                           |                          |                          |                        |
| 1907 (5e)     | Lucien Petit-Breton | Gustave Garrigou         | Émile Georget            | Peugeot-Wolber                    | Peugeot         | dérailleur interdit | 14              | 4 488            | 28,470 km/h                  |                           |                          |                          |                        |
| 1908 (6e)     | Lucien Petit-Breton | François Faber           | Georges Passerieu        | Peugeot-Wolber                    | Peugeot         | dérailleur interdit | 14              | 4 488            | 28,740 km/h                  |                           |                          |                          |                        |
| 1909 (7e)     | François Faber      | Gustave Garrigou         | Jean Alavoine            | Alcyon-Dunlop                     | Alcyon          | dérailleur interdit | 14              | 4 497            | 28,658 km/h                  |                           |                          |                          |                        |
| 1910 (8e)     | Octave Lapize       | François Faber           | Gustave Garrigou         | Alcyon-Dunlop                     | Alcyon          | dérailleur interdit | 15              | 4 734            | 29,099 km/h                  |                           |                          |                          |                        |
| 1911 (9e)     | Gustave Garrigou    | Paul Duboc               | Émile Georget            | Alcyon-Dunlop                     | Alcyon          | dérailleur interdit | 15              | 5 343            | 27,322 km/h                  |                           |                          |                          |                        |
| 1912 (10e)    | Odile Defraye       | Eugène Christophe        | Gustave Garrigou         | Alcyon-Dunlop                     | Alcyon          | dérailleur interdit | 15              | 5 289            | 27,763 km/h                  |                           |                          |                          |                        |
| 1913 (11e)    | Philippe Thys       | Gustave Garrigou         | Marcel Buysse            | Peugeot-Wolber                    | Peugeot         | dérailleur interdit | 15              | 5 287            | 26,715 km/h                  |                           |                          |                          |                        |
| 1914 (12e)    | Philippe Thys       | Henri Pélissier          | Jean Alavoine            | Peugeot-Wolber                    | Peugeot         | dérailleur interdit | 15              | 5 380            | 26,835 km/h                  |                           |                          |                          |                        |
| 1919 (13e)    | Firmin Lambot       | Jean Alavoine            | Eugène Christophe        | La Sportive                       |                 | dérailleur interdit | 15              | 5 560            | 24,056 km/h                  |                           |                          |                          |                        |
| 1920 (14e)    | Philippe Thys       | Hector Heusghem          | Firmin Lambot            | La Sportive                       |                 | dérailleur interdit | 15              | 5 503            | 24,072 km/h                  |                           |                          |                          |                        |
| 1921 (15e)    | Léon Scieur         | Hector Heusghem          | Honoré Barthélémy        | La Sportive                       |                 | dérailleur interdit | 15              | 5 485            | 24,724 km/h                  |                           |                          |                          |                        |
| 1922 (16e)    | Firmin Lambot       | Jean Alavoine            | Félix Sellier            | Peugeot-Wolber                    | Peugeot         | dérailleur interdit | 15              | 5 375            | 24,196 km/h                  |                           |                          |                          |                        |
| 1923 (17e)    | Henri Pélissier     | Ottavio Bottecchia       | Romain Bellenger         | Automoto-Hutchinson               | Automoto        | dérailleur interdit | 15              | 5 386            | 24,233 km/h                  |                           |                          |                          |                        |
| 1924 (18e)    | Ottavio Bottecchia  | Nicolas Frantz           | Lucien Buysse            | Automoto-Hutchinson               | Automoto        | dérailleur interdit | 15              | 5 425            | 24,250 km/h                  |                           |                          |                          |                        |
| 1925 (19e)    | Ottavio Bottecchia  | Lucien Buysse            | Bartolomeo Aimo          | Automoto-Hutchinson               | Automoto        | dérailleur interdit | 15              | 5 440            | 24,820 km/h                  |                           |                          |                          |                        |
| 1926 (20e)    | Lucien Buysse       | Nicolas Frantz           | Bartolomeo Aimo          | Automoto-Hutchinson               | Automoto        | dérailleur interdit | 17              | 5 745            | 24,273 km/h                  |                           |                          |                          |                        |
| 1927 (21e)    | Nicolas Frantz      | Maurice De Waele         | Julien Vervaecke         | Alcyon-Dunlop                     | Alcyon          | dérailleur interdit | 24              | 5 398            | 27,224 km/h                  |                           |                          |                          |                        |
| 1928 (22e)    | Nicolas Frantz      | André Leducq             | Maurice De Waele         | Alcyon-Dunlop                     | Alcyon          | dérailleur interdit | 22              | 5 376            | 28,400 km/h                  |                           |                          |                          |                        |
| 1929 (23e)    | Maurice De Waele    | Giuseppe Pancera         | Jef Demuysere            | Alcyon-Dunlop                     | Alcyon          | dérailleur interdit | 22              | 5 286            | 28,319 km/h                  |                           |                          |                          |                        |
| 1930 (24e)    | André Leducq        | Learco Guerra            | Antonin Magne            | France                            |                 | dérailleur interdit | 21              | 4 822            | 28,000 km/h                  |                           |                          |                          |                        |
| 1931 (25e)    | Antonin Magne       | Jef Demuysere            | Antonio Pesenti          | France                            |                 | dérailleur interdit | 24              | 5 091            | 28,735 km/h                  |                           |                          |                          |                        |
| 1932 (26e)    | André Leducq        | Kurt Stöpel              | Francesco Camusso        | France                            |                 | dérailleur interdit | 21              | 4 479            | 29,047 km/h                  |                           |                          |                          |                        |
| 1933 (27e)    | Georges Speicher    | Learco Guerra            | Giuseppe Martano         | France                            |                 | dérailleur interdit | 23              | 4 395            | 29,818 km/h                  | Vicente Trueba            |                          |                          |                        |
| 1934 (28e)    | Antonin Magne       | Giuseppe Martano         | Roger Lapébie            | France                            |                 | dérailleur interdit | 23              | 4 470            | 30,360 km/h                  | René Vietto               |                          |                          |                        |
| 1935 (29e)    | Romain Maes         | Ambrogio Morelli         | Félicien Vervaecke       | Belgique                          | Alcyon          | dérailleur interdit | 21              | 4 338            | 30,650 km/h                  | Félicien Vervaecke        |                          |                          |                        |
| 1936 (30e)    | Sylvère Maes        | Antonin Magne            | Félicien Vervaecke       | Belgique                          | Alcyon          | dérailleur interdit | 21              | 4 442            | 31,108 km/h                  | Julián Berrendero         |                          |                          |                        |
| 1937 (31e)    | Roger Lapébie       | Mario Vicini             | Léo Amberg               | France                            |                 | Super Champion      | 20              | 4 415            | 31,768 km/h                  | Félicien Vervaecke        |                          |                          |                        |
| 1938 (32e)    | Gino Bartali        | Félicien Vervaecke       | Victor Cosson            | Italie                            |                 | Vittoria Margherita | 21              | 4 694            | 31,565 km/h                  | Gino Bartali              |                          |                          |                        |
| 1939 (33e)    | Sylvère Maes        | René Vietto              | Lucien Vlaemynck         | Belgique                          | Alcyon          | Super Champion      | 18              | 4 224            | 31,986 km/h                  | Sylvère Maes              |                          |                          |                        |
| 1947 (34e)    | Jean Robic          | Édouard Fachleitner      | Pierre Brambilla         | Ouest                             |                 | Simplex (en)        | 21              | 4 642            | 31,412 km/h                  | Pierre Brambilla          |                          |                          |                        |
| 1948 (35e)    | Gino Bartali        | Albéric Schotte          | Guy Lapébie              | Italie                            |                 | Campagnolo          | 21              | 4 922            | 33,442 km/h                  | Gino Bartali              |                          |                          |                        |
| 1949 (36e)    | Fausto Coppi        | Gino Bartali             | Jacques Marinelli        | Italie                            |                 | Simplex (en)        | 21              | 4 808            | 32,121 km/h                  | Fausto Coppi              |                          |                          |                        |
| 1950 (37e)    | Ferdi Kübler        | Stan Ockers              | Louison Bobet            | Suisse                            |                 | Simplex (en)        | 22              | 4 773            | 32,778 km/h                  | Louison Bobet             |                          |                          |                        |
| 1951 (38e)    | Hugo Koblet         | Raphaël Géminiani        | Lucien Lazaridès         | Suisse                            | Cycles La Perle | Campagnolo          | 24              | 4 690            | 32,949 km/h                  | Raphaël Géminiani         |                          |                          |                        |
| 1952 (39e)    | Fausto Coppi        | Stan Ockers              | Bernardo Ruiz            | Italie                            |                 | Campagnolo          | 23              | 4 898            | 32,233 km/h                  | Fausto Coppi              |                          |                          |                        |
| 1953 (40e)    | Louison Bobet       | Jean Malléjac            | Giancarlo Astrua         | France                            |                 | Huret               | 22              | 4 476            | 34,593 km/h                  | Jesús Loroño              | Fritz Schaer             |                          |                        |
| 1954 (41e)    | Louison Bobet       | Ferdi Kübler             | Fritz Schaer             | France                            |                 | Huret               | 23              | 4 656            | 33,229 km/h                  | Federico Bahamontes       | Ferdi Kübler             |                          |                        |
| 1955 (42e)    | Louison Bobet       | Jean Brankart            | Charly Gaul              | France                            |                 | Huret               | 22              | 4 495            | 34,446 km/h                  | Charly Gaul               | Stan Ockers              |                          |                        |
| 1956 (43e)    | Roger Walkowiak     | Gilbert Bauvin           | Jan Adriaensens          | Nord-Est                          |                 | Campagnolo          | 22              | 4 498            | 36,268 km/h                  | Charly Gaul               | Stan Ockers              |                          | André Darrigade        |
| 1957 (44e)    | Jacques Anquetil    | Marcel Janssens          | Adolf Christian          | France                            |                 | Simplex (en)        | 23              | 4 669            | 34,520 km/h                  | Gastone Nencini           | Jean Forestier           |                          | Nicolas Barone         |
| 1958 (45e)    | Charly Gaul         | Vito Favero              | Raphaël Géminiani        | Pays-Bas-Luxembourg               |                 | Campagnolo          | 24              | 4 319            | 36,919 km/h                  | Federico Bahamontes       | Jean Graczyk             |                          | Federico Bahamontes    |
| 1959 (46e)    | Federico Bahamontes | Henry Anglade            | Jacques Anquetil         | Espagne                           |                 | Campagnolo          | 22              | 4 358            | 35,474 km/h                  | Federico Bahamontes       | André Darrigade          |                          | Gérard Saint           |
| 1960 (47e)    | Gastone Nencini     | Graziano Battistini      | Jan Adriaensens          | Italie                            |                 | Campagnolo          | 21              | 4 173            | 37,210 km/h                  | Imerio Massignan          | Jean Graczyk             |                          | Jean Graczyk           |
| 1961 (48e)    | Jacques Anquetil    | Guido Carlesi            | Charly Gaul              | France                            |                 | Simplex (en)        | 21              | 4 397            | 36,033 km/h                  | Imerio Massignan          | André Darrigade          |                          | Équipe Ouest-Sud-Ouest |
| 1962 (49e)    | Jacques Anquetil    | Joseph Planckaert        | Raymond Poulidor         | Saint-Raphaël-Helyett-Hutchinson  |                 | Simplex (en)        | 22              | 4 274            | 37,317 km/h                  | Federico Bahamontes       | Rudi Altig               |                          | Eddy Pauwels           |
| 1963 (50e)    | Jacques Anquetil    | Federico Bahamontes      | José Pérez Francés       | Saint-Raphaël-Gitane-R. Geminiani | Cycles Gitane   | Campagnolo          | 21              | 4 138            | 37,092 km/h                  | Federico Bahamontes       | Rik Van Looy             |                          | Rik Van Looy           |
| 1964 (51e)    | Jacques Anquetil    | Raymond Poulidor         | Federico Bahamontes      | Saint-Raphaël-Gitane-Dunlop       | Cycles Gitane   | Campagnolo          | 22              | 4 504            | 35,419 km/h                  | Federico Bahamontes       | Jan Janssen              |                          | Henri Anglade          |
| 1965 (52e)    | Felice Gimondi      | Raymond Poulidor         | Gianni Motta             | Salvarani                         |                 | Campagnolo          | 22              | 4 188            | 35,886 km/h                  | Julio Jiménez             | Jan Janssen              |                          | Felice Gimondi         |
| 1966 (53e)    | Lucien Aimar        | Jan Janssen              | Raymond Poulidor         | Ford France-Hutchinson            | Cycles Gitane   | Campagnolo          | 22              | 4 329            | 36,760 km/h                  | Julio Jiménez             | Willy Planckaert         |                          | Rudi Altig             |
| 1967 (54e)    | Roger Pingeon       | Julio Jiménez            | Franco Balmamion         | France                            | Peugeot         | Simplex (en)        | 22              | 4 779            | 34,756 km/h                  | Julio Jiménez             | Jan Janssen              |                          | Désiré Letort          |
| 1968 (55e)    | Jan Janssen         | Herman Van Springel      | Ferdinand Bracke         | Pays-Bas                          |                 | Campagnolo          | 22              | 4 492            | 33,556 km/h                  | Aurelio González          | Franco Bitossi           |                          | Roger Pingeon          |
| 1969 (56e)    | Eddy Merckx         | Roger Pingeon            | Raymond Poulidor         | Faema                             | Colnago         | Campagnolo          | 22              | 4 117            | 35,409 km/h                  | Eddy Merckx               | Eddy Merckx              |                          | Eddy Merckx            |
| 1970 (57e)    | Eddy Merckx         | Joop Zoetemelk           | Gösta Pettersson         | Faemino-Faema                     | Colnago         | Campagnolo          | 22              | 4 254            | 35,589 km/h                  | Eddy Merckx               | Walter Godefroot         |                          | Eddy Merckx            |
| 1971 (58e)    | Eddy Merckx         | Joop Zoetemelk           | Lucien Van Impe          | Molteni                           | De Rosa         | Campagnolo          | 20              | 3 608            | 38,084 km/h                  | Lucien Van Impe           | Eddy Merckx              |                          | Luis Ocaña             |
| 1972 (59e)    | Eddy Merckx         | Felice Gimondi           | Raymond Poulidor         | Molteni                           | De Rosa         | Campagnolo          | 20              | 3 846            | 35,514 km/h                  | Lucien Van Impe           | Eddy Merckx              |                          | Cyrille Guimard        |
| 1973 (60e)    | Luis Ocaña          | Bernard Thévenet         | José Manuel Fuente       | Bic                               | Motobecane      | Campagnolo          | 20              | 4 090            | 33,407 km/h                  | Pedro Torres              | Herman Van Springel      |                          | Luis Ocaña             |
| 1974 (61e)    | Eddy Merckx         | Raymond Poulidor         | Vicente López Carril     | Molteni                           | Kessels         | Campagnolo          | 22              | 4 098            | 35,241 km/h                  | Domingo Perurena          | Patrick Sercu            |                          | Eddy Merckx            |
| 1975 (62e)    | Bernard Thévenet    | Eddy Merckx              | Lucien Van Impe          | Peugeot-BP-Michelin               | Peugeot         | Simplex (en)        | 22              | 4 000            | 34,906 km/h                  | Lucien Van Impe           | Rik Van Linden           | Francesco Moser          | Eddy Merckx            |
| 1976 (63e)    | Lucien Van Impe     | Joop Zoetemelk           | Raymond Poulidor         | Gitane-Campagnolo                 | Cycles Gitane   | Campagnolo          | 22              | 4 017            | 34,518 km/h                  | Giancarlo Bellini         | Freddy Maertens          | Enrique Martínez Heredia | Raymond Delisle        |
| 1977 (64e)    | Bernard Thévenet    | Hennie Kuiper            | Lucien Van Impe          | Peugeot-Esso-Michelin             | Peugeot         | Simplex (en)        | 22              | 4 096            | 35,419 km/h                  | Lucien Van Impe           | Jacques Esclassan        | Dietrich Thurau          | Gerrie Knetemann       |
| 1978 (65e)    | Bernard Hinault     | Joop Zoetemelk           | Joaquim Agostinho        | Renault-Gitane-Campagnolo         | Cycles Gitane   | Campagnolo          | 22              | 3 908            | 36,084 km/h                  | Mariano Martinez          | Freddy Maertens          | Henk Lubberding          | Paul Wellens           |
| 1979 (66e)    | Bernard Hinault     | Joop Zoetemelk           | Joaquim Agostinho        | Renault-Gitane                    | Cycles Gitane   | Campagnolo          | 24              | 3 765            | 36,513 km/h                  | Giovanni Battaglin        | Bernard Hinault          | Jean-René Bernaudeau     | Hennie Kuiper          |
| 1980 (67e)    | Joop Zoetemelk      | Hennie Kuiper            | Raymond Martin           | TI-Raleigh-Creda                  | Raleigh         | Campagnolo          | 22              | 3 842            | 35,144 km/h                  | Raymond Martin            | Rudy Pevenage            | Johan van der Velde      | Christian Levavasseur  |
| 1981 (68e)    | Bernard Hinault     | Lucien Van Impe          | Robert Alban             | Renault-Elf-Gitane                | Cycles Gitane   | Campagnolo          | 24              | 3 753            | 38,960 km/h                  | Lucien Van Impe           | Freddy Maertens          | Peter Winnen             | Bernard Hinault        |
| 1982 (69e)    | Bernard Hinault     | Joop Zoetemelk           | Johan van der Velde      | Renault-Elf-Gitane                | Cycles Gitane   | Campagnolo          | 21              | 3 507            | 38,059 km/h                  | Bernard Vallet            | Sean Kelly               | Phil Anderson            | Régis Clère            |
| 1983 (70e)    | Laurent Fignon      | Ángel Arroyo             | Peter Winnen             | Renault-Elf                       | Cycles Gitane   | Simplex (en)        | 22              | 3 809            | 36,230 km/h                  | Lucien Van Impe           | Sean Kelly               | Laurent Fignon           | Serge Demierre         |
| 1984 (71e)    | Laurent Fignon      | Bernard Hinault          | Greg LeMond              | Renault-Elf                       | Cycles Gitane   | Campagnolo          | 23              | 4 021            | 35,882 km/h                  | Robert Millar             | Frank Hoste              | Greg LeMond              | Bernard Hinault        |
| 1985 (72e)    | Bernard Hinault     | Greg LeMond              | Stephen Roche            | La Vie claire-Radar               | Look            | Campagnolo          | 22              | 4 109            | 36,232 km/h                  | Luis Herrera              | Sean Kelly               | Fabio Parra              | Maarten Ducrot         |
| 1986 (73e)    | Greg LeMond         | Bernard Hinault          | Urs Zimmermann           | La Vie claire-Radar               | Look            | Campagnolo          | 23              | 4 094            | 37,020 km/h                  | Bernard Hinault           | Eric Vanderaerden        | Andrew Hampsten          | Bernard Hinault        |
| 1987 (74e)    | Stephen Roche       | Pedro Delgado            | Jean-François Bernard    | Carrera Jeans-Vagabond            | Battaglin       | Campagnolo          | 25              | 4 231            | 36,645 km/h                  | Luis Herrera              | Jean-Paul van Poppel     | Raúl Alcalá              | Régis Clère            |
| 1988 (75e)    | Pedro Delgado       | Steven Rooks             | Fabio Parra              | Reynolds                          | Pinarello       | Campagnolo          | 22              | 3 286            | 38,909 km/h                  | Steven Rooks              | Eddy Planckaert          | Erik Breukink            | Jérôme Simon           |
| 1989 (76e)    | Greg LeMond         | Laurent Fignon           | Pedro Delgado            | ADR-Agrigel-Bottecchia            | Bottecchia      | Mavic               | 21              | 3 285            | 37,487 km/h                  | Gert-Jan Theunisse        | Sean Kelly               | Fabrice Philipot         | Laurent Fignon         |
| 1990 (77e)    | Greg LeMond         | Claudio Chiappucci       | Erik Breukink            | Z-Tommaso                         | LeMond          | Campagnolo          | 21              | 3 504            | 38,621 km/h                  | Thierry Claveyrolat       | Olaf Ludwig              | Gilles Delion            | Eduardo Chozas         |
| 1991 (78e)    | Miguel Indurain     | Gianni Bugno             | Claudio Chiappucci       | Banesto                           | Razesa/T.V.T.   | Campagnolo          | 22              | 3 914            | 38,747 km/h                  | Claudio Chiappucci        | Djamolidine Abdoujaparov | Álvaro Mejía             | Claudio Chiappucci     |
| 1992 (79e)    | Miguel Indurain     | Claudio Chiappucci       | Gianni Bugno             | Banesto                           | Pinarello       | Campagnolo          | 21              | 3 983            | 39,504 km/h                  | Claudio Chiappucci        | Laurent Jalabert         | Eddy Bouwmans            | Claudio Chiappucci     |
| 1993 (80e)    | Miguel Indurain     | Tony Rominger            | Zenon Jaskuła            | Banesto                           | Pinarello       | Campagnolo          | 20              | 3 714            | 38,709 km/h                  | Tony Rominger             | Djamolidine Abdoujaparov | Antonio Martín Velasco   | Massimo Ghirotto       |
| 1994 (81e)    | Miguel Indurain     | Piotr Ugrumov            | Marco Pantani            | Banesto                           | Pinarello       | Campagnolo          | 21              | 3 978            | 38,383 km/h                  | Richard Virenque          | Djamolidine Abdoujaparov | Marco Pantani            | Eros Poli              |
| 1995 (82e)    | Miguel Indurain     | Alex Zülle               | Bjarne Riis              | Banesto                           | Pinarello       | Campagnolo          | 20              | 3 635            | 39,193 km/h                  | Richard Virenque          | Laurent Jalabert         | Marco Pantani            | Hernán Buenahora       |
| 1996 (83e)    | Bjarne Riis         | Jan Ullrich              | Richard Virenque         | Deutsche Telekom                  | Pinarello       | Campagnolo          | 21              | 3 765            | 39,227 km/h                  | Richard Virenque          | Erik Zabel               | Jan Ullrich              | Richard Virenque       |
| 1997 (84e)    | Jan Ullrich         | Richard Virenque         | Marco Pantani            | Deutsche Telekom                  | Pinarello       | Campagnolo          | 21              | 3 950            | 39,237 km/h                  | Richard Virenque          | Erik Zabel               | Jan Ullrich              | Richard Virenque       |
| 1998 (85e)    | Marco Pantani       | Jan Ullrich              | Bobby Julich             | Mercatone Uno-Bianchi             | Bianchi         | Campagnolo          | 21              | 3 875            | 39,983 km/h                  | Christophe Rinero         | Erik Zabel               | Jan Ullrich              | Jacky Durand           |
| 1999 (86e)    | non attribué,       | Alex Zülle               | Fernando Escartín        | non attribué,.                    | non attribué,.  |                     | 20              | 3 870            |                              | Richard Virenque          | Erik Zabel               | Benoît Salmon            | Jacky Durand           |
| 2000 (87e)    | non attribué,       | Jan Ullrich              | Joseba Beloki            | non attribué,.                    | non attribué,.  |                     | 21              | 3 662            |                              | Santiago Botero           | Erik Zabel               | Francisco Mancebo        | Erik Dekker            |
| 2001 (88e)    | non attribué,       | Jan Ullrich              | Joseba Beloki            | non attribué,.                    | non attribué,.  |                     | 20              | 3 458            |                              | Laurent Jalabert          | Erik Zabel               | Óscar Sevilla            | Laurent Jalabert       |
| 2002 (89e)    | non attribué,       | Joseba Beloki            | Raimondas Rumšas         | non attribué,.                    | non attribué,.  |                     | 20              | 3 278            |                              | Laurent Jalabert          | Robbie McEwen            | Ivan Basso               | Laurent Jalabert       |
| 2003 (90e)    | non attribué,       | Jan Ullrich              | Alexandre Vinokourov     | non attribué,.                    | non attribué,.  |                     | 20              | 3 427            |                              | Richard Virenque          | Baden Cooke              | Denis Menchov            | Alexandre Vinokourov   |
| 2004 (91e)    | non attribué,       | Andreas Klöden           | Ivan Basso               | non attribué,.                    | non attribué,.  |                     | 20              | 3 391            |                              | Richard Virenque          | Robbie McEwen            | Vladimir Karpets         | Richard Virenque       |
| 2005 (92e)    | non attribué,       | Ivan Basso               | non attribué             | non attribué,.                    | non attribué,   |                     | 21              | 3 593            |                              | Michael Rasmussen         | Thor Hushovd             | Yaroslav Popovych        | Óscar Pereiro          |
| 2006 (93e)    | Óscar Pereiro       | Andreas Klöden           | Carlos Sastre            | Caisse d'Épargne-Illes Balears    | Pinarello       | Campagnolo          | 21              | 3 657,1          | 40,784 km/h                  | Michael Rasmussen         | Robbie McEwen            | Damiano Cunego           | David de la Fuente     |
| 2007 (94e)    | Alberto Contador    | Cadel Evans              | non attribué             | Discovery Channel                 | Trek            | Shimano             | 21              | 3 569,5          | 39,228 km/h                  | Mauricio Soler            | Tom Boonen               | Alberto Contador         | Amets Txurruka         |
| 2008 (95e)    | Carlos Sastre       | Cadel Evans              | Denis Menchov,           | CSC Saxo Bank                     | Cervélo         | Shimano             | 21              | 3 558,5          | 40,492 km/h                  | Carlos Sastre             | Óscar Freire             | Andy Schleck             | Sylvain Chavanel       |
| 2009 (96e)    | Alberto Contador    | Andy Schleck             | Bradley Wiggins          | Astana                            | Trek            | SRAM                | 21              | 3 459,5          | 40,315 km/h                  | Egoi Martínez             | Thor Hushovd             | Andy Schleck             | non attribué           |
| 2010 (97e)    | Andy Schleck        | Samuel Sánchez           | Jurgen Van den Broeck    | Saxo Bank                         | Specialized     | SRAM                | 21              | 3 642            | 39,594 km/h                  | Anthony Charteau          | Alessandro Petacchi      | Andy Schleck             | Sylvain Chavanel       |
| 2011 (98e)    | Cadel Evans         | Andy Schleck             | Fränk Schleck            | BMC Racing                        | BMC             | Shimano             | 21              | 3 430            | 39,788 km/h                  | Samuel Sánchez            | Mark Cavendish           | Pierre Rolland           | Jérémy Roy             |
| 2012 (99e)    | Bradley Wiggins     | Christopher Froome       | Vincenzo Nibali          | Team Sky                          | Pinarello       | Shimano             | 21              | 3 497            | 39,724 km/h                  | Thomas Voeckler           | Peter Sagan              | Tejay van Garderen       | Chris Anker Sørensen   |
| 2013 (100e)   | Christopher Froome  | Nairo Quintana           | Joaquim Rodríguez        | Team Sky                          | Pinarello       | Shimano             | 21              | 3 404            | 40,542 km/h                  | Nairo Quintana            | Peter Sagan              | Nairo Quintana           | Christophe Riblon      |
| 2014 (101e)   | Vincenzo Nibali     | Jean-Christophe Péraud   | Thibaut Pinot            | Astana                            | Specialized     | Campagnolo          | 21              | 3 660,5          | 40,452 km/h                  | Rafał Majka               | Peter Sagan              | Thibaut Pinot            | Alessandro De Marchi   |
| 2015 (102e)   | Christopher Froome  | Nairo Quintana           | Alejandro Valverde       | Team Sky                          | Pinarello       | Shimano             | 21              | 3 360            | 39,567 km/h                  | Christopher Froome        | Peter Sagan              | Nairo Quintana           | Romain Bardet          |
| 2016 (103e)   | Christopher Froome  | Romain Bardet            | Nairo Quintana           | Team Sky                          | Pinarello       | Shimano             | 21              | 3 529            | 39,616 km/h                  | Rafał Majka               | Peter Sagan              | Adam Yates               | Peter Sagan            |
| 2017 (104e)   | Christopher Froome  | Rigoberto Urán           | Romain Bardet            | Team Sky                          | Pinarello       | Shimano             | 21              | 3 540            | 40,996 km/h                  | Warren Barguil            | Michael Matthews         | Simon Yates              | Warren Barguil         |
| 2018 (105e)   | Geraint Thomas      | Tom Dumoulin             | Christopher Froome       | Team Sky                          | Pinarello       | Shimano             | 21              | 3 351            | 40,234 km/h                  | Julian Alaphilippe        | Peter Sagan              | Pierre Latour            | Daniel Martin          |
| 2019 (106e)   | Egan Bernal         | Geraint Thomas           | Steven Kruijswijk        | Team Ineos                        | Pinarello       | Shimano             | 21              | 3 365,8          | 40,576 km/h                  | Romain Bardet             | Peter Sagan              | Egan Bernal              | Julian Alaphilippe     |
| 2020 (107e)   | Tadej Pogačar       | Primož Roglič            | Richie Porte             | UAE Team Emirates                 | Colnago         | Campagnolo          | 21              | 3 484,2          | 39,894 km/h                  | Tadej Pogačar             | Sam Bennett              | Tadej Pogačar            | Marc Hirschi           |
| 2021 (108e)   | Tadej Pogačar       | Jonas Vingegaard         | Richard Carapaz          | UAE Team Emirates                 | Colnago         | Campagnolo          | 21              | 3 414,4          | 41,165 km/h                  | Tadej Pogačar             | Mark Cavendish           | Tadej Pogačar            | Franck Bonnamour       |
| 2022 (109e)   | Jonas Vingegaard    | Tadej Pogačar            | Geraint Thomas           | Jumbo-Visma                       | Cervélo         | SRAM                | 21              | 3 349,8          | 42,068 km/h                  | Jonas Vingegaard          | Wout van Aert            | Tadej Pogačar            | Wout van Aert          |
| 2023 (110e)   | Jonas Vingegaard    | Tadej Pogačar            | Adam Yates               | Jumbo-Visma                       | Cervélo         | SRAM                | 21              | 3 405,6          | 41,483 km/h                  | Giulio Ciccone            | Jasper Philipsen         | Tadej Pogačar            | Victor Campenaerts     |
| 2024 (111e)   | Tadej Pogačar       | Jonas Vingegaard         | Remco Evenepoel          | UAE Team Emirates                 | Colnago         | Shimano             | 21              | 3 498            | 41,765 km/h                  | Richard Carapaz           | Biniam Girmay            | Remco Evenepoel          | Richard Carapaz        |
| 2025 (112e)   | Tadej Pogačar       | Jonas Vingegaard         | Florian Lipowitz         | UAE Team Emirates                 | Colnago         | Shimano             | 21              | 3 298,6          | 42,445 km/h                  | Tadej Pogačar             | Jonathan Milan           | Florian Lipowitz         | Ben Healy              |

## Statistiques et records

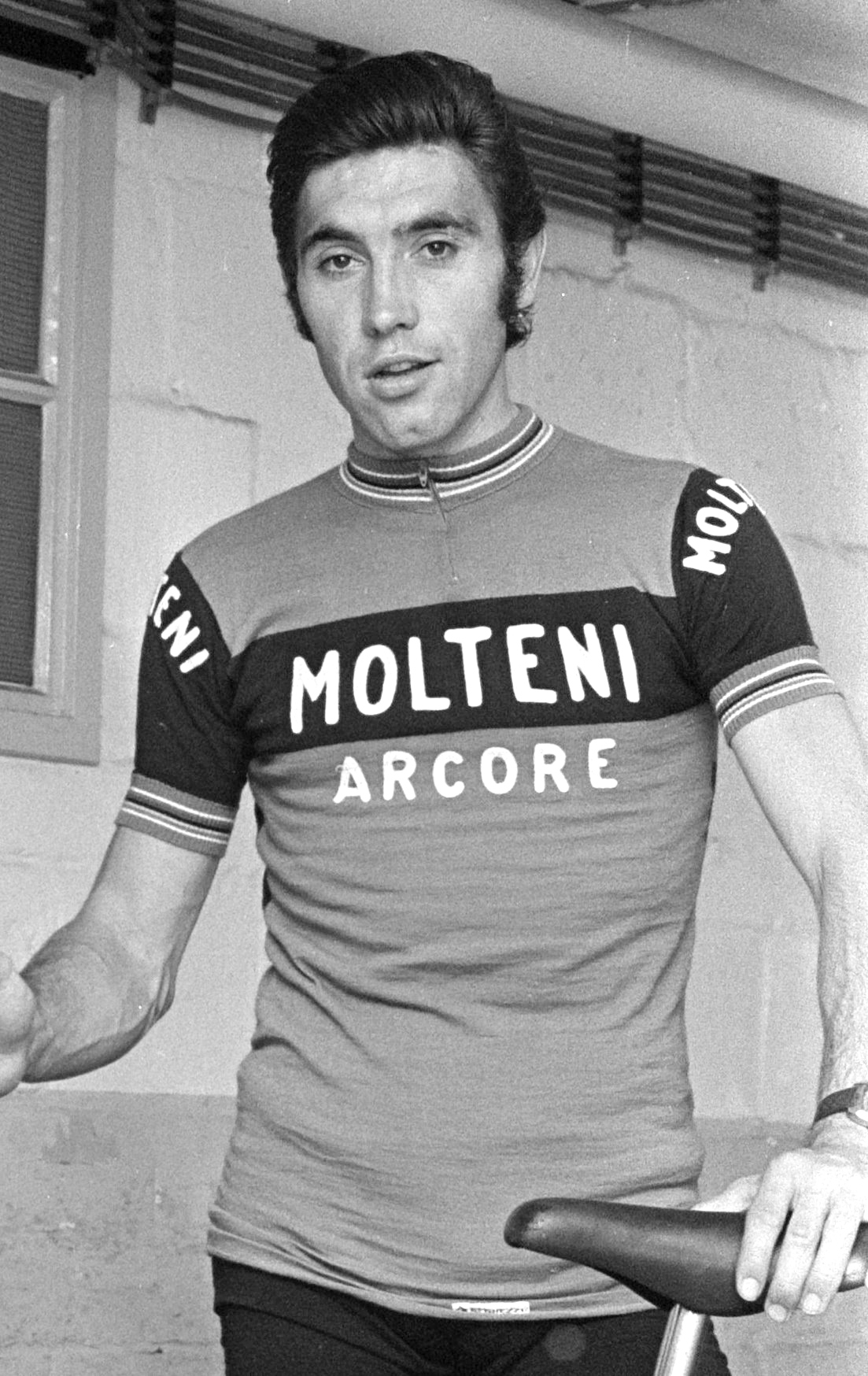
Eddy Merckx, vainqueur à cinq reprises du Tour de France, est considéré par beaucoup comme le plus grand cycliste de l'histoire.

Depuis sa création en 1903, sur les 108 premières éditions, 63 coureurs différents ont remporté le Tour de France. Quatre coureurs l'ont remporté 5 fois : Jacques Anquetil, Eddy Merckx, Bernard Hinault et Miguel Indurain ; ce dernier est le seul à les avoir remportés consécutivement,. Deux l'ont remporté quatre fois, Christopher Froome et Tadej Pogačar. Trois l'ont remporté 3 fois, treize l'ont remporté 2 fois, et quarante-trois l'ont emporté 1 fois.
Lance Armstrong a été détenteur du record avec sept victoires obtenues de 1999 à 2005. Ses résultats du 1er août 1998 à la fin de sa carrière lui ont été retirés en 2012 pour plusieurs infractions à la réglementation antidopage et, mesure exceptionnelle, ses sept titres n’ont pas été réattribués : il y a donc sept Tours de France sans vainqueur.
C'est la France qui détient le plus grand nombre de victoires, avec 36 victoires de coureurs français, suivie par la Belgique avec 18 victoires, l'Espagne avec 12 et l'Italie avec 10.
Raymond Poulidor possède le record du nombre de podiums : 8 (1962 : 3e, 1964 : 2e, 1965 : 2e, 1966 : 3e, 1969 : 3e, 1972 : 3e, 1974 : 2e, 1976 : 3e). Joop Zoetemelk possède quant à lui celui du nombre de deuxièmes places : 6 (1970, 1971, 1976, 1978, 1979, 1982). Celui de troisièmes places est également détenu par Poulidor : 5 (1962, 1966, 1969, 1972, 1976).
Le record de victoires d'étapes est détenu par Mark Cavendish avec 35 succès, suivi d'Eddy Merckx (34) et de Bernard Hinault (28).
Les records des classements annexes sont :
- Classement du meilleur grimpeur : 7 -  Richard Virenque de 1994 à 1997, puis en 1999, 2003 et 2004
- Classement par points : 7  Peter Sagan (de 2012 à 2016, puis en 2018 et 2019)
- Classement du meilleur jeune : 4 -  Tadej Pogačar en 2020, 2021, 2022 et 2023

Eddy Merckx est le seul coureur à avoir remporté lors du même Tour de France, le maillot jaune, le vert et le Grand Prix de la montagne (son équipe avait même gagné le classement par équipes). C’était en 1969. Si le classement de meilleur jeune (dans ses règlements d’après 1983 ou 1987) avait existé cette année-là, il l'aurait également remporté.
Merckx possède par ailleurs le record de remises du maillot jaune : 111 (demi-étapes incluses).
Vainqueur le plus jeune dans un Tour
- Henri Cornet, à l’âge de 19 ans et 352 jours[23] en 1904

Vainqueur le plus âgé dans un Tour
- Firmin Lambot, à l’âge de 36 ans et 131 jours[23] en 1922